# Tre Torri
Tre Torri (Drie torens) is een metrostation in de Italiaanse stad Milaan dat werd geopend op 14 november 2015 en wordt bediend door lijn 5 van de metro van Milaan.

## Geschiedenis
In 2005 verliet de Milanese jaarbeurs (Fiera) het terrein waar ze sinds 1923 gevestigd was. De jaarbeurs was sinds 1964 via metrostation Amendola aangesloten op het metronet. Na de verhuizing naar Rho volgde in 2006 het tracébesluit voor lijn 5 met twee metrostations onder het voormalige jaarbeursterrein, Tre Torri in het midden en Portello naast het congrescentrum dat niet meeverhuisde naar Rho. In 2010 werd het terrein bouwrijp gemaakt en in 2011 begon de bouw van de schachten en het station. Op 19 maart 2012 werd de eerste tunnelboormachine (TBM) neergelaten bij San Siro Stadio en kort daarna ook een tweede. Op 26 maart 2013 bereikten de TBM's uit het westen Tre Torri waarmee de tunnels ten westen van Tre Torri in ruwbouw gereed waren. Korte tijd later volgden de TBM's uit het oosten die in Monumentale aan hun karwei waren begonnen. Hoewel de lijn zelf op tijd klaar was voor de Expo 2015 was op 29 april 2015 slechts de helft van de stations ten westen van Garibaldi FS afgewerkt. Tre Torri was als laatste op 14 november 2015, twee weken na de sluiting van de Expo, gereed.

## Ligging en inrichting
Het station ligt onder het plein tussen de drie kantorentorens, Torre Hadid (Storto), Torre Libeskind (Il curvo) en Torre Isozaki (Il dritto), van het City life project. De verdeelhal is met vaste trappen en liften verbonden met het plein en achter de OV-poortjes met (rol)trappen en liften met de perrons. De twee verzekeraars die in de Torre Hadid (Generali) en de Torre Isozak (Allianz) gevestigd zijn zijn ook ondergronds duidelijk aanwezig. De verdeelhal is afgewerkt in rood aan de kant van de Torre Hadid (west) en blauw aan de kant van de Torre Isozak (oost). Rond de roltrappen is het blauw van Allianz prominent aanwezig en zijn de wanden opgesierd met afbeeldingen van gebouwen in de huisstijl van Allianz. De vaste trappen hebben wandversieringen in de huisstijl van Generali. De perrons hebben perrondeuren in verband met de inzet van onbemande metro's. Ook hier zijn de verzekeraars aanwezig door hun naam en kleur op de friezen boven de perrondeuren van het perron aan hun kant van het station, blauw in het oosten en rood in het westen. Ten noordoosten van de perrons ligt een opstelspoor tussen de twee doorgaande sporen, ten zuidwesten van het station wordt niet de kortste route naar Lotto genomen maar buigt de lijn af naar het noordwesten om via Portello Lotto te bereiken.